# Нимайер, Юле
Юле Нимайер (нем. Jule Niemeier; род. 12 августа 1999, Дортмунд, Северный Рейн-Вестфалия) — немецкая профессиональная теннисистка; победитель одного турнира WTA-125 в одиночном разряде.

## Спортивная карьера
Нимайер начала заниматься теннисом в возрасте трёх лет. Отдаёт предпочтение грунтовым покрытиям. На начало 2023 года в турнирах Мирового теннисного тура ITF среди женщин ей удалось выиграть пять титулов в одиночном разряде.
В апреле 2016 года Нимайер сыграла свой первый профессиональный турнир на Открытом чемпионате Висбадена, где получила приглашение в основную сетку, но уже в первом раунде проиграла Валентине Ивахненко, посеянной под пятым номером, со счетом 5-7, 2-6.
В 2017 году Нимайер участвовала в женских юниорских турнирах всех четырех турниров Большого шлема как в одиночном, так и в парном разряде.
В 2018 году Нимайер была включена в состав немецкой команды на игры Кубка Федерации по теннису. 

#### 2019-2021 годы: первые крупные турниры
В мае 2019 года Нимейер дебютировала в WTA туре. Она получила приглашение для участия в квалификации турнира в Нюрнберге. Там она сумела выйти в основную сетку, одержав победы над Эшли Царапцер и Дестани Айава, но затем в первом раунде проиграла Кристине Плишковой со счетом 1-6, 3-6.
В 2021 году она вышла в полуфинал турниров WTA в Страсбурге и Гамбурге.

#### 2022-2023 годы: первые успехи на турнирах Большого шлема
В мае 2022 года она впервые смогла преодолеть сито квалификации и выйти в основную сетку турнира Большого шлема на Открытом чемпионате Франции по теннису.
В июне 2022 года она выиграла турнир WTA-125 в Макарске, в Хорватии, одержав в финале победу над Элизабеттой Коччаретто. На Уимблдонском турнире 2022 года Юле сумела дойти до четвёртьфинала, одержав первые победы на турнирах Большого шлема над китайской спортсменкой Ван Сиюй, эстонкой Анетт Контавейт, украинкой Лесей Цуренко и Хезер Уотсон. В четвертьфинале в упорном поединке уступила своей соотечественнице Татьяне Мария.
Нимайер также успешно выступила и на Открытом чемпионате США 2022 года, в котором смогла дойти до 4-го раунда с победами над Софией Кенин, Юлией Путинцевой и Чжэн Циньвэнь. Уступила только первой ракетке мира Иге Свёнтек из Польши, в трёх сетах.
В 2023 году на Открытом чемпионате Австралии по теннису, немецкая спортсменка получила место в основной сетке. Волей жребия уже в первом раунде ей пришлось играть с первой сеянной Игой Свёнтек, которой она уступила в двух сетах 4-6, 5-7. 

## Рейтинг на конец года
| Год  | Одиночный рейтинг | Парный рейтинг |
| 2022 | 61                |                |
| 2021 | 130               |                |
| 2020 | 280               |                |
| 2019 | 296               |                |
| 2018 | 455               | 837            |
| 2017 | 971               |                |
| 2016 | 1253              |                |

## Выступления на турнирах

### Финалы турнировWTAв парном разряде (1)

#### Победы (0)
| Легенда:                    |
| --------------------------- |
| Турниры Большого Шлема (0*) |
| Олимпиада (0)               |
| Итоговый чемпионат года (0) |
| Premier Mandatory (0)       |
| Premier 5 (0)               |
| Premier (0)                 |
| International (0+0)         |

| Титулы по покрытиям | Титулы по месту проведения матчей турнира |
| ------------------- | ----------------------------------------- |
| Хард (0)            | Зал (0)                                   |
| Грунт (0+0)         | Зал (0)                                   |
| Трава (0)           | Открытый воздух (0+0)                     |
| Ковёр (0)           | Открытый воздух (0+0)                     |

* количество побед в одиночном разряде + количество побед в парном разряде.